# Emmenhausen (Bovenden)
Emmenhausen ist ein Ortsteil des Fleckens Bovenden im Landkreis Göttingen in Niedersachsen.

## Geographische Lage
Emmenhausen liegt im Westen des Gemeindegebiets, oberhalb des südlichen Uferhanges des Baches Harste und wird umschlossen von Harste im Norden, Lenglern im Osten, Esebeck im Süden und Erbsen im Westen.

## Geschichte
Das Dorf wurde 1093 erstmals urkundlich erwähnt. Der gesamte Grundbesitz gehörte seit dem 14. Jahrhundert dem Kloster Lippoldsberg an der Weser. Nach der Reformation war der Grund im Besitz der Welfen. Von 1418 an gehörte Emmenhausen zum Bezirk des Amtes Harste. Als dieses Amt am 1. Juli 1823 aufgelöst wurde, fiel Emmenhausen in den Zuständigkeitsbereich des 1815 begründeten Amtes Bovenden.
Am 1. Januar 1973 wurde Emmenhausen in den Flecken Bovenden eingegliedert.

## Politik
Emmenhausen hat einen fünfköpfigen Ortsrat, der seit der Kommunalwahl 2021 ausschließlich von Mitgliedern der „Wählergruppe Emmenhausen“ (WgE) besetzt ist.

## Sehenswürdigkeiten

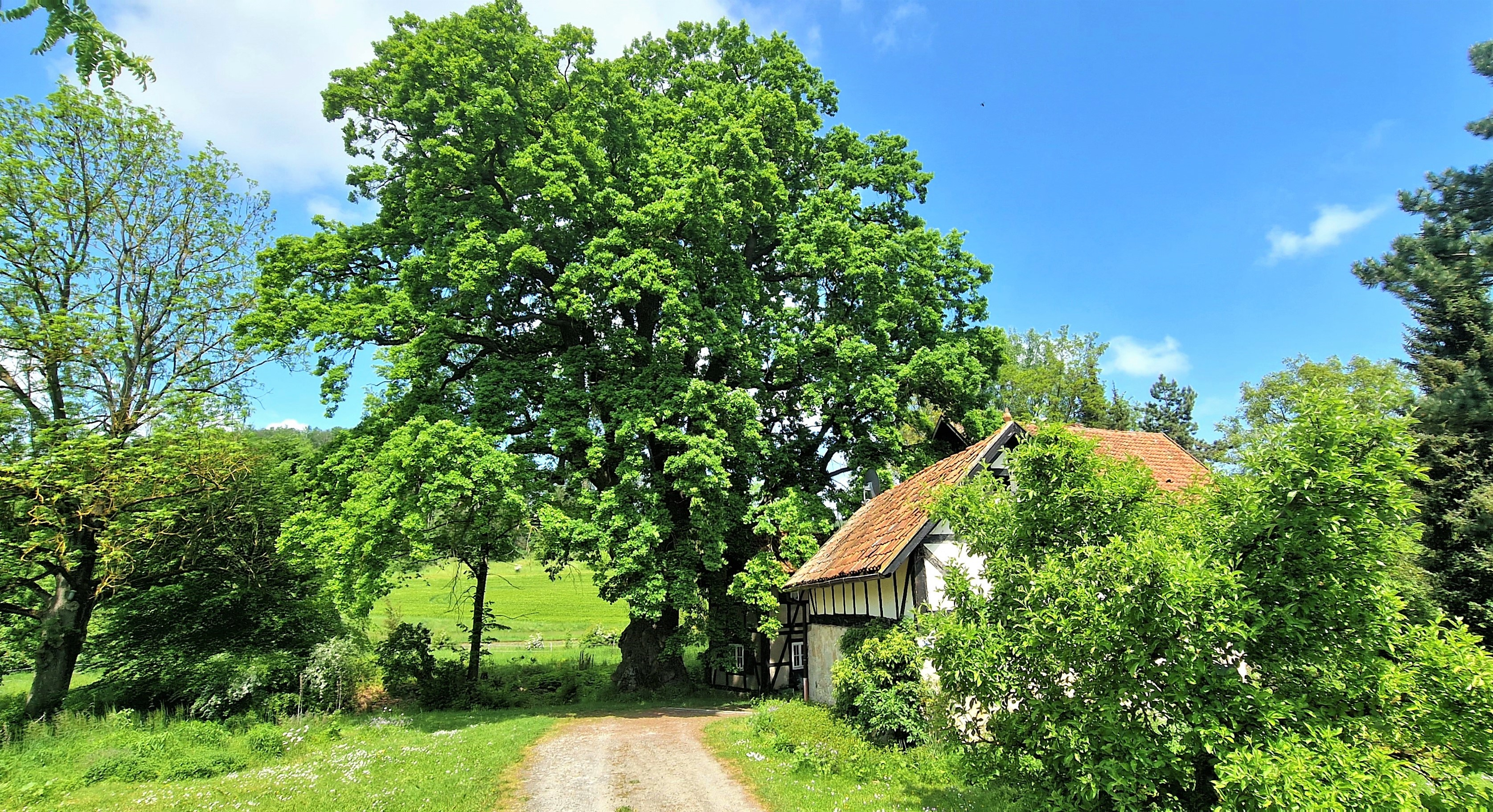
Alte Eiche in Emmenhausen

Nach einer dendrochronologischen Untersuchung (Jahresringanalyse) durch die Georg-August-Universität Göttingen vom 16. November 1979 keimte die über 30 m hohe Eiche am westlichen Ortsrand 1462. „Der freistehende große Baum mit sehr gleichmäßiger ausladender Krone“ prägt die Umgebung und ist ein Naturdenkmal, heißt es in der Liste der Naturdenkmale im Landkreis Göttingen vom 24. Juni 2011.
Die Überreste der stärksten Linde vom Flecken Bovenden befinden sich am Emmenhäuser Tie. Im Ort stehen mehrere Fachwerkgebäude und Hofanlagen, die als Baudenkmale ausgewiesen sind, darunter auch ein aus Schönhagen transloziertes Fachwerkhaus. Die Liste der Baudenkmale des Dorfes umfasst acht Objekte (Denkmaltopographie Bundesrepublik Deutschland, Stand 1993). Eine Kirche gibt es in Emmenhausen nicht.